# Lawrence Kasdan
Lawrence Edward Kasdan (Miami, 14 de janeiro de 1949) é um roteirista, produtor e diretor de cinema norte-americano.

## Biografia
Depois de uma infância passada na Virgínia Ocidental, Kasdan foi para a Universidade do Michigan onde obteve uma licenciatura em Educação, já que o seu objectivo era ser professor de inglês. Concluído o curso, não conseguiu vaga para ensinar numa escola, o que o empurrou para a profissão de conselheiro de copyright, que desempenhou durante cinco anos. Entretanto, começou a escrever roteiros para filmes e, na esperança que algum pudesse suscitar interesse, mudou-se para Hollywood.
A entrada de Kasdan na indústria cinematográfica aconteceu, em meados da década de setenta, quando conseguiu vender à Warner Bros. o roteiro de The Bodyguard, inicialmente previsto para Diana Ross e Steve McQueen; porém, o filme só haveria de ser realizado em 1992 já com Whitney Houston e Kevin Costner nos papeis principais.
Em 1979, George Lucas recrutou-o para completar o roteiro de Star Wars: The Empire Strikes Back, devido ao falecimento da roteirista e escritora de ficção científica Leigh Brackett. Era o início de uma carreira de sucesso primeiro como escritor de roteiros, depois como produtor e diretor dos seus próprios filmes. O seu maior sucesso, tanto nos Estados Unidos como na Europa, foi The Big Chill, que conta a história do reencontro de um grupo de amigos que já não se viam há vários anos. Este filme ajudou a lançar, ou a relançar, a carreira de vários actores como Kevin Kline, Glenn Close, Tom Berenger, JoBeth Williams, William Hurt e Jeff Goldblum, entre outros.

## Filmografia
| Ano  | Título original         | Título em Portugal             | Título no Brasil                  | Função desempenhada                      |
| ---- | ----------------------- | ------------------------------ | --------------------------------- | ---------------------------------------- |
| 1980 | The Empire Strikes Back | O Império Contra-Ataca         | O Império contra-ataca            | Roteirista                               |
| 1981 | Raiders of the Lost Ark | Os Salteadores Da Arca Perdida | Os caçadores da arca perdida      | Roteirista                               |
| 1981 | Body Heat               | Noites Escaldantes             | Corpos ardentes                   | Roteirista e Diretor                     |
| 1981 | Continental Divide      | Nunca Digas Adeus              |                                   | Roteirista                               |
| 1983 | Return of the Jedi      | O Regresso De Jedi             | O retorno de Jedi                 | Roteirista                               |
| 1983 | The Big Chill           | Os Amigos De Alex              | O reencontro                      | Roteirista, diretor e Produtor Executivo |
| 1985 | Silverado               | Silverado                      | Silverado                         | Roteirista, Diretor e Produtor           |
| 1988 | The Accidental Tourist  | O turista acidental            |                                   | Roteirista, Diretor e Produtor           |
| 1990 | I Love You to Death     | Amar-te-ei até te matar        |                                   | Diretor                                  |
| 1991 | Grand Canyon            | O Coração Da Cidade            |                                   | Roteirista, Diretor e Produtor           |
| 1992 | The Bodyguard           | O Guarda-Costas                | O guarda-costas                   | Roteirista e Produtor                    |
| 1994 | Wyatt Earp              | Wyatt Earp                     | Wyatt Earp                        | Roteirista, Diretor e Produtor           |
| 1995 | French Kiss             | O Beijo                        | Surpresas do coração              | Diretor                                  |
| 1999 | Mumford                 |                                | Dr. Mumford - inocência ou culpa? | Roteirista e Diretor                     |
| 2003 | Dreamcatcher            |                                | O apanhador de sonhos             | Roteirista e Diretor                     |
| 2007 | In the Land of Women    |                                |                                   | Roteirista e Diretor                     |
| 2015 | The Force Awakens       | O Despertar da Força           | O Despertar da Força              | Roteirista                               |

## Prémios e nomeações
- Nomeação ao Óscar, na categoria de Melhor Filme, por " The Accidental tourist " (1988).
- Duas nomeações ao Óscar, na categoria de Melhor Roteiro Original, por " The Big chill " (1983) e " Grand Canyon " (1991).
- Nomeação ao Óscar, na categoria de Melhor Roteiro Adaptado, por " The Accidental tourist " (1988).
- Duas nomeações ao Globo de Ouro, na categoria de Melhor Roteiro, por " The Big chill " (1983) e " Grand Canyon " (1991).
- Nomeação ao BAFTA, na categoria de Melhor Roteiro Original, por " The Big chill " (1983).
- Nomeação ao BAFTA, na categoria de Melhor Roteiro Adaptado, por " The Accidental tourist " (1988).
- Ganhou o Urso de Ouro, no Festival de Berlim, por " Grand Canyon " (1991).